# バナノグミウス
バナノグミウス（Bananogmius）は、カンザスで発見された絶滅した条鰭類の属で、白亜紀後期の西部内陸海路に生息していた。

## 説明
多くのプレトドゥス科 (Plethodidae) 魚類と同様、バナノグミウスは現代のエンゼルフィッシュを彷彿とさせるような扁平な体をしていた。12本の小さな歯があり、極めて高い背鰭をもっていた。